# Ślub cywilny
Ślub cywilny – forma zawarcia małżeństwa, podczas której strony składają przysięgę małżeńską przed świadkami i urzędnikiem stanu cywilnego w jego urzędzie lub dowolnym dopuszczonym przez prawo miejscu. Ślub cywilny to prawnie wiążąca uroczystość, a narzeczeni chcący zostać małżonkami są zobowiązani do podpisania oświadczenia zgodnie z ustawą z dnia 28 listopada 2014 roku, którego treść została wpisana do kodeksu rodzinnego i opiekuńczego:
Świadomy/Świadoma praw i obowiązków wynikających z zawarcia małżeństwa uroczyście oświadczam, że wstępuję w związek małżeński z (imię i nazwisko drugiej z osób wstępujących w związek małżeński) i przyrzekam, że uczynię wszystko, aby nasze małżeństwo było zgodne, szczęśliwe i trwałe.

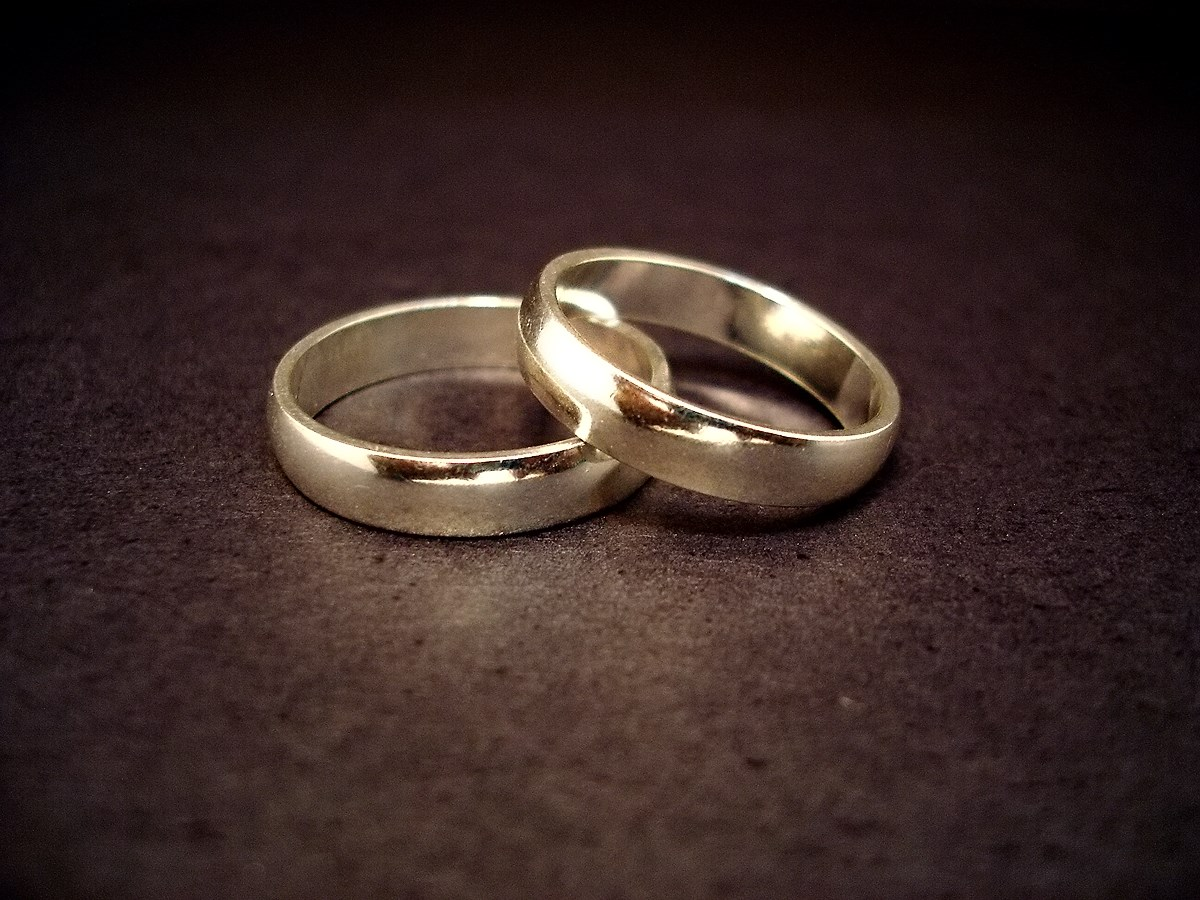
obrączki – symbol zawarcia małżeństwa

Po podpisaniu niniejszego oświadczenia narzeczeni w świetle prawa uznani są za małżeństwo.

## Ślub cywilny mogą wziąć osoby które, spełniają następujące kryteria
ukończyły 18 rok życia, (kobiety które ukończyły 16 rok życia mogą uzyskać pozwolenie na zawarcie małżestwa za zgodą sądu i osób spokrewnionych),
nie będące aktualnie w innym związku małżeńskim,
nie są ze sobą spokrewnione w linii prostej lub linii bocznej w pierwszym stopniu,
nie będące ze sobą spowinowacone w linii prostej,
nie znajdują się w stosunku przysposobienia.
nie są ubezwłasnowolnione

## Koszty zawarcia małżeństwa za pośrednictwem Urzędu Stanu Cywilnego
Standardowa, obowiązkowa opłata skarbowa za sporządzenie aktu małżeństwa wynosi 84 zł,
dodatkowa opłata za ślub poza urzędem (na życzenie narzeczonych) opiewa na kwotę 1 000 zł. Jeśli ślub odbywa się poza urzędem z powodu zagrożenia życia lub zdrowia, bądź pozbawienia wolności nie jest pobierana opłata dodatkowa.

## Dokumenty wymagane do zawarcia ślubu cywilnego[3]
dokumenty tożsamości narzeczonych, oraz świadków (dowody osobiste lub paszporty) – do okazania,
dowód opłaty skarbowej – opłacone w kasie urzędu albo przelewem na konto urzędu,
zezwolenie sądu na zawarcie małżeństwa (jeśli w danym przypadku zezwolenie jest potrzebne),
w przypadku korzystania z pomocy pełnomocnika – zezwolenie sądu na zawarcie małżeństwa przez pełnomocnika wraz z pełnomocnictwem,
jeśli obywatel Polski nie posiada polskich aktów stanu cywilnego musi przygotować zagraniczny odpowiednik aktu urodzenia, a jeśli był wcześniej w związku małżeńskim,  zobowiązany jest przedstawić zagraniczny odpowiednik aktu małżeństwa wraz z dokumentem, który potwierdzi ustanie albo unieważnienie małżeństwa lub dokumentem, który potwierdzi nieistnienie małżeństwa.

## Dodatkowe dokumenty wymagane do zawarcia ślubu cywilnego, gdy przynajmniej jedna z osób jest cudzoziemcem[5]
musi złożyć dokument, potwierdzający, że może zawrzeć związek małżeński według prawa, które obowiązuje w kraju, z którego pochodzi. Jeśli uzyskanie takiego dokumentu jest wyjątkowo trudne, na przykład: w kraju pochodzenia jest wojna, sąd może zwolnić z obowiązku złożenia takiego dokumentu – wówczas sąd ustali, czy ta osoba może wziąć ślub. W takiej sytuacji taka osoba musi mieć orzeczenie sądu w tej sprawie. Osoba, która jest cudzoziemcem musi złożyć wniosek do sądu właściwego ze względu na miejsce zamieszkania,
jeśli na podstawie złożonych dokumentów kierownik USC nie będzie mógł ustalić danych, które musi wpisać do aktu małżeństwa (ustalenie danych osoby i jej stanu cywilnego), może zwrócić się do tej osoby (cudzoziemca), aby przedłożyła:
odpis aktu urodzenia,
a jeśli osoba ta była wcześniej w związku małżeńskim:
odpis aktu małżeństwa z informacją o tym, że osoba nie jest już w tym związku małżeńskim
lub
odpis aktu małżeństwa z dokumentem, który potwierdzi ustanie lub unieważnienie małżeństwa albo dokumentem, który potwierdzi nieistnienie małżeństwa,
wszystkie dokumenty sporządzone w obcym języku, trzeba urzędowo przetłumaczyć. Takie tłumaczenie może zostać przygotowane przez tłumacza przysięgłego lub polskiego konsula, a jeśli chociaż jedna z osób nie potrafi porozumieć się z kierownikiem USC, językiem polskim – przyszła para małżeńska zobowiązana jest do zapewnia tłumacza lub biegłego.

## Przebieg ślubu cywilnego
Złożenie wniosku – Narzeczeni muszą zgłosić zamiar zawarcia małżeństwa w urzędzie stanu cywilnego, na co najmniej 31 dni przed planowaną datą ślub
Dokumenty – Wymagane są dokumenty takie potwierdzające tożsamość. W przypadku osób będących wcześniej w małżeństwie wymagane są również dokumenty unieważniające, lub rozwiązujące poprzednie małżeństwo.
Wybór nazwiska – Przyszli małżonkowie muszą podjąć decyzję, jakie nazwisko będą nosić po ślubie oraz jakie nazwiska otrzymają ich przyszłe dzieci.
Ceremonia – Odbywa się w urzędzie stanu cywilnego lub innym miejscu dopuszczonym przez prawo. Urzędnik USC odczytuje stosowne przepisy prawne i odbiera od narzeczonych oświadczenia o wstąpieniu w związek małżeński.
Podpisanie aktu małżeństwa – Po złożeniu przysięgi małżonkowie oraz świadkowie podpisują akt małżeństwa, który potwierdza legalność związku.

## Skutki prawne
Powstanie wspólnoty majątkowej – Jeśli małżonkowie nie zdecydują się na umowę majątkową małżeńską, dawniej intercyzę (która wyłącza wspólność majątkową), z chwilą zawarcia małżeństwa powstaje wspólnota majątkowa, obejmująca majątek nabyty po zawarciu małżeństwa.
Obowiązki małżeńskie – Małżonkowie zobowiązują się do wzajemnej pomocy, wierności i współdziałania dla dobra rodziny.
Dziedziczenie – W razie śmierci jednego z małżonków drugi ma prawo do dziedziczenia ustawowego majątku.
Zmiana stanu cywilnego – Po ślubie ze statusu panna/kawaler osoba zyskuje status „żonaty” lub „zamężna”, co ma konsekwencje prawne, np. w zakresie kredytów, podatków czy ubezpieczeń.

## Możliwość rozwiązania małżeństwa
Ślub cywilny może zostać rozwiązany poprzez rozwód lub unieważnienie małżeństwa na mocy wyroku sądu. Przyczyną może być np. trwały i zupełny rozpad pożycia, zdrada, a także brak świadomości lub przymus w momencie zawierania małżeństwa.